# Club Sportif Sfaxien (pallavolo maschile)
Lo Club Sportif Sfaxien è una società pallavolistica maschile tunisina con sede a Sfax: milita nel campionato tunisino.

## Rosa 2013-2014
Squadra per il Campionato mondiale per club FIVB 2013 (maschile) (15 ottobre 2013):

| N° | Nome                     | Ruolo | Data di nascita   | Nazionalità sportiva |
| -- | ------------------------ | ----- | ----------------- | -------------------- |
| 2  | Mohamed Trabelsi         | C     | 15 settembre 1981 | Tunisia              |
| 4  | Mohamed Ali Louati       | O     | 20 maggio 1996    | Tunisia              |
| 5  | Samir Sellami            | P     | 13 luglio 1977    | Tunisia              |
| 6  | Omar Agrebi              | C     | 26 agosto 1992    | Tunisia              |
| 7  | Mohamed Ali Ben Abdallah | O     | 3 gennaio 1991    | Tunisia              |
| 8  | Niaz Sallem              | S     | 10 maggio 1981    | Tunisia              |
| 9  | Noureddine Hfaiedh       | S     | 27 agosto 1973    | Tunisia              |
| 10 | Racem Siala              | O     | 28 gennaio 1991   | Tunisia              |
| 11 | Ismaïl Moalla            | S     | 30 gennaio 1990   | Tunisia              |
| 12 | Anouer Taouerghi         | L     | 27 agosto 1983    | Tunisia              |
| 16 | Hakim Zouari             | C     | 23 decembre 1991  | Tunisia              |
| 17 | Rami Bennour             | P     | 22 giugno 1983    | Tunisia              |
|    | Teodor Vancev            | O     |                   | Bulgaria             |
|    | Mohamed Slim Chekili     | S     | 15 marzo 1985     | Tunisia              |

## Palmarès
- 11 Campionati tunisini: 1979, 1982, 1984, 1985, 1986, 1987, 1988, 2004, 2005, 2009, 2013
- 12 Coppa di Tunisia: 1977, 1979, 1981, 1982, 1985, 1986, 1987, 2002, 2005, 2009, 2012, 2013
- 1 Supercoppe di Tunisia: 2005
- 6 Champions League d'Africa: 1985, 1986, 1989, 1999, 2005, 2013
- 7 Coppa Araba: 1983, 1985, 1992, 1999, 2000, 2008, 2013